# 1140

## Догађаји
- Пролеће – Краљ Фулк од Јерусалима суочава се са Имад ал-Дином Зенгијем, селџучким владаром (атабегом) Мосула, близу Дара у јужној Сирији. Турске снаге под Муин ал-Дином (уз подршку крсташа) опседају Банијас.
- Пролеће – Краљ Конрад III даје Хенрију II (Јасомирготу), члану куће Бабенберг, Палатин Рајне (који припада Светом римском царству).
- Лето – Краљ Руђер II проглашава Аријанове судске одлуке (низ закона за владавину Норманског краљевства Сицилије) након смиривања јужне Италије.
- 21. децембар – Опсада Вајнсберга: Конрад III заузима замак у Вајнсбергу током грађанског рата између Штауфера и Велфа у Немачкој.
- Лето – Краљ Стивен поставља Џефрија де Мандевила за грофа од Есекса због његове подршке током грађанског рата против Матилде (Стефанове рођаке).
- Краљ Давид I је прогласио град Ланарк у Шкотској краљевским градом, дајући му трговачке привилегије у вези са управом и опорезивањем.
- 21. август – Ратови династије Ђин и Сунг – Битка код Јанченга: Кинеске снаге под командом Јуе Феја побеђују бројчано надмоћнију војску династије Ђин коју је предводио Вуџу.
- 3. јун – Пјер Абелар, француски теолог, осуђен је за јерес од стране Свете столице. Креће у Рим да изнесе своју одбрану папи Инокентију II.
- 8. септембар – Сефардски јеврејски филозоф Јуда Халеви, након што је завршио Кузари, стиже у Александрију на ходочашће у Палестину.

## Смрти
- Лав I (јерменски кнез)

- Собјеслав I, војвода Чешке